# Foxconn
Hon Hai Precision Industry, comumente referida como Foxconn, é uma empresa multinacional taiwanesa fabricante de computadores e componentes eletrônicos, com produção baseada em contratos. É a maior fabricante contratada de produtos eletrônicos do mundo e um dos maiores empregadores do mundo.
Desde 2012, as fábricas da Foxconn fabricaram cerca de 40% de todos os produtos eletrônicos de consumo vendidos em todo o mundo. Os produtos notáveis fabricados pela Foxconn incluem BlackBerry, iPad, iPhone, iPod, Google Pixel, Kindle e Nintendo DS, produzindo também para Sega, Nokia, Xiaomi, Cisco, Sony (incluindo a maioria dos consoles PlayStation), Microsoft (todos os sucessores do console Xbox), Nintendo (todos os consoles desde o GameCube), além de vários soquetes de CPU, incluindo o soquete TR4 em algumas placas-mãe.
A Foxconn conta com 137 campi e escritórios em 24 países ao redor do mundo. A maioria das fábricas da Foxconn está localizada no leste da Ásia, com outras no Brasil, na Índia, na Europa e no México. A maior fábrica está localizada no subdistrito de Longhua, em Shenzhen, onde centenas de milhares de trabalhadores (por vezes alcançando 450 mil funcionários) estão empregados no Longhua Science & Technology Park, um campus murado às vezes chamado de "Foxconn City".

## História
Foi fundada em 1974, como empresa de produtos de plástico, em sua maioria conectores, por Terry Gou. Está na Bolsa de Taiwan desde 1991. A empresa abriu sua primeira fábrica na China, em Shenzhen, em 1988, sua maior instalação, com mais de 270 mil trabalhadores. Em 1994, expandiu suas ações para os Estados Unidos e para o Japão, e atualmente também está no Brasil, no Estado de São Paulo.
As parcerias da Foxconn com grandes empresas mundiais de tecnologia abriram oportunidades de trabalho e levaram investimentos tecnológicos a Taiwan.
Fundamentada no conceito de “Foco no Cliente”, a Foxconn não é apenas a maior, mas também a multinacional que cresce mais rápido em prestação de serviços (incluindo CEM, EMS, ODM e CMMS) no mundo. A empresa está entre as 500 maiores do mundo, sendo a maior exportadora de produtos industrializados da China e a segunda maior da República Tcheca.
Em 2016, a Foxconn adquiriu a tradicional empresa japonesa Sharp, por aproximadamente $3.5 bilhões de dólares. Esta aquisição, de 66% da participação no capital, tornaria a Foxconn um parceiro mais atraente para a Apple, que, ao momento da compra, utilizava as telas produzidas pela Sharp em seus celulares iPhone. As telas eram então uma parte especialmente lucrativas de um smartphone, custando cerca de $54 dólares cada (valores de 2016), sendo que a Sharp fornecia cerca de 25% das telas utilizadas em iPhones, e domina a tecnologia de produção em massa de telas de IGZO (óxido de índio e zinco gálio). Terry Gou disse que, apesar dos desafios em tornar a Sharp lucrativa, tem ambições de fazer da Sharp um importante fabricante da próxima geração de eletrodomésticos, incluindo internet das coisas, e tecnologia de altíssima definição 8K.

### Maior fabricante 3C do mundo
A Foxconn é o maior fabricante de produtos 3C (Computadores, Comunicações e Consumos Eletrônicos) e tem presença global em toda a Europa, Américas e Ásia. Em 2012, alcançou cerca de 1,5 milhões de funcionários.

### Maior exportador da China
Em 2011, a Foxconn foi responsável por 5,9% das exportações da China e foi classificada como maior exportador do país durante 10 anos consecutivos.

### Tecnologia
A Foxconn está classificada em 60º lugar na revista 2011 Fortune Global 500 e em 9º lugar em IFI CLAIMS 2011 Top 50 US Patent Assignees, como líder em inovação e know-how, com mais de 42 mil patentes concedidas e cerca de 92 mil patentes registradas mundialmente.

## Principais clientes
A lista a seguir contém os principais clientes atuais ou passados da Foxconn. A lista é fornecida em ordem alfabética.
Seu país de origem ou base de operações está entre parênteses.

### América do Norte
- Amazon (Estados Unidos)[19]
- Apple (Estados Unidos)[20]
- BlackBerry (Canadá)[21]
- Cisco (Estados Unidos)[22]
- Dell (Estados Unidos)[23]
- Fisker (Estados Unidos; falida)[24]
- Google (Estados Unidos)[25]
- Hewlett-Packard (Estados Unidos)[26]
- InFocus (Estados Unidos)
- Intel (Estados Unidos)
- Microsoft (Estados Unidos)[27][28]
- Motorola Mobility (Estados Unidos)[23]
- Roku (Estados Unidos)[29]
- Vizio (Estados Unidos)[30]

### Ásia
- Acer (Taiwan)[31]
- BBK Electronics (China)
- Huawei (China)[32]
- Lenovo (China)
- Nintendo (Japão)[33]
- Sega (Japão)
- Sony (Japão)[34]
- Toshiba (Japão)[35]
- Xiaomi (China)[36]

### Europa
- HMD Global[37] (Finlândia)[38]

## Controvérsias
A Foxconn esteve envolvida em diversas controvérsias relacionadas às condições de trabalho quase escravas enfrentadas pelos funcionários, que resultam em diversos suicídios. As precárias condições de trabalho incluem a carga horária, a qualidade dos dormitórios, a pressão psicológica imposta aos trabalhadores, entre outros. A empresa tem mais de um milhão de funcionários. Na China, emprega mais pessoas do que qualquer outra companhia privada.

### Suicídios
Os suicídios entre os empregados da Foxconn atraíram a atenção da mídia. Sun Danyong, um homem de 25 anos de idade, por exemplo, cometeu suicídio em julho de 2009, após ter perdido um protótipo de um iPhone 4. Também houve uma série de suicídios relacionados à baixa remuneração em 2010. Os suicídios dos empregados da Foxconn continuaram até 2012.
Em reação aos suicídios dos trabalhadores, após 14 casos em 2010, um relatório de 20 universidades chinesas descreveu as fábricas da Foxconn como campos de trabalho forçado e também revelou detalhes sobre abusos de empregados e sobre excesso de horas de trabalho. Os empregados também foram obrigados a assinar um documento garantindo que eles e seus parentes não processariam a companhia em caso de morte inesperada, automutilação ou suicídio.